# Flaga gminy Deszczno
Flagę gminy Deszczno – flaga gminy Deszczno obowiązująca od 28 marca 2007. 29 czerwca 1999 roku rada gminy Deszczno ustaliła w swoim statucie za flagę gminy prostokątny płat tkaniny w kolorach od góry zielonym i czerwonym, o jednakowej szerokości, ułożonych równolegle. 

## Wygląd i symbolika
Prostokątny płat tkaniny o barwach zaczerpniętych z herbu gminy Deszczno. Flagę tworzą trzy pasy poziome o równej szerokości, ułożone w kolejności liczonej od góry – błękitny, zielony, czerwony. 
Uroczysta, oficjalna flaga, którą posługuje się Rada Gminy oraz wójt, zawiera dodatkowo herb gminy umieszczony pośrodku flagi. Tarcza herbu zajmuje wtedy całą wysokość pasa zielonego (środkowego) oraz po 1/3 wysokości pasów skrajnych błękitnego i czerwonego.